# Marjory Gordon
Marjory Gordon va ser una teòrica i professora estatunidenca d'infermeria, líder internacional en aquesta disciplina, que va crear una teoria de valoració d'infermeria coneguda com a «patrons funcionals de salut de Gordon» (Gordon's functional health patterns).
Gordon va estudiar a l'Escola d'Infermeria del Mount Sinai Hospital de Nova York; va graduar-se i va fer un máster al Hunter College de la Universitat de la Ciutat de Nova York i va obtenir un doctorat a Boston College, a Massachusetts.
Va ser la primera presidenta de la NANDA (fins a 2002, associació estatunidenca d'infermeria; des d'aquell any NANDA International, NANDA-I). Des de 1977 va ser membre de l'Acadèmia Americana d'Infermeria, que el 2009 va nomenar-la «Llegenda Vivent», per una tasca que, després de quaranta anys, seguia sent de gran rellevància per a la professió. Va ser professora emèrita d'infermeria en el Boston College, a Chestnut Hill, Massachusetts.
Marjory Gordon va morir el 29 d'abril de 2015 a la ciutat de Boston, Massachusetts (USA).

## Obra
El 1973, junt amb altres infermeres, van començar a treballar per establir uns estàndards internacionals per a la pràctica de la infermeria, els programes dels estudis i la recerca clínica en infermeria i l'abast de la pràctica professional. L'impacte de la seva obra ha conformat l'educació, la pràctica clínica i la recerca en infermeria i ha contribuït a augmentar la visibilització de la contribució de les infermeres en el tractament dels pacients.
Entre els llibres que va publicar destaca el Manual de diagnòstics infermers (Manual of Nursing Diagnosi), del qual se n'han publicat nombroses edicions. Els seus llibres apareixen en deu idiomes, en quaranta-vuit països i sis continents.
Ha contribuït significativament al desenvolupament d'un llenguatge infermer estandarditzat. La seva obra en aquest camp té implicacions en la recerca, l'educació, l'avaluació i contribueix també a l'establiment d'un nucli de coneixement infermer basat en l'evidència. El llenguatge infermer també formarà la base del component infermer en el registre mèdic electrònic. L'any 2017, l'Escola d'Infermeria Connell, del Boston College i NANDA-I van establir el Programa Marjory Gordon, que promou el coneixement en infermeria a escala internacional mitjançant activitats que promoguin el diàleg entre professionals sobre temes com ara la resposta dels pacients a la malaltia, raonament clínic, presa de decisions i prestació d'atencions al pacient.